# Patrician III: Rise of the Hanse
Patrician III: Rise of the Hanse és el tercer videojoc de la sèrie Patrician creat per Ascaron.

## Trama
El joc es desenvolupa a la mar Bàltica, a les ciutats de l'antiga Lliga Hanseàtica. El 1300 comença el joc, i acaba el 1400. El joc funciona per rangs. Al començament el jugador és un simple mercader i ha de pujar de rang guanyant diners i fama fins a arribar al càrrec de governador, i per això cal fer negocis o bé fer-se pirata per aconseguir diners.

## El joc

### Vaixells

#### Goleta
La goleta és el vaixell típic per comerciar. No pot dur gaire mercaderia, però és ràpid, al començament no pot dur armament, però amb millores sí que n'és capaç. Pot tenir una tripulació de 20 mariners.

#### Caravel·la
És més ràpida que la goleta, pot dur més mercaderies i armament, i també té més velocitat i accés a ports en rius.

#### Nau
És més pesada que la caravel·la i la goleta, pot dur més mercaderies, però la seva mida també la fa més lenta i no pot accedir a ciutats amb ports en rius.

#### Galió
És un imponent navili amb gran capacitat de càrrega de mercaderies i armament, però també amb una tripulació mínima força gran.

### Ciutats
Al joc hi apareixen tot de ciutats que pertanyen a l'antiga Lliga Hanseàtica, avui dia formen part de diversos països.

#### Ciutats del mapa de campanya
Aquestes són les ciutats per defecte del mapa d'un jugador i de les campanyes:
| Ciutat       | País de l'època             | País actual   |
| ------------ | --------------------------- | ------------- |
| Londres      | Regne d'Anglaterra          | Regne Unit    |
| Scarborough  | Regne d'Anglaterra          | Regne Unit    |
| Edimburg     | Regne d'Escòcia             | Regne Unit    |
| Bruges       | Comtat de Flandes           | Bèlgica       |
| Groninga     | Sacre Imperi Romanogermànic | Països Baixos |
| Colònia      | Sacre Imperi Romanogermànic | Alemanya      |
| Bremen       | Sacre Imperi Romanogermànic | Alemanya      |
| Hamburg      | Sacre Imperi Romanogermànic | Alemanya      |
| Lübeck       | Sacre Imperi Romanogermànic | Alemanya      |
| Rostock      | Sacre Imperi Romanogermànic | Alemanya      |
| Stettin      | Sacre Imperi Romanogermànic | Alemanya      |
| Gdańsk       | Regne de Polònia            | Polònia       |
| Toruń        | Regne de Polònia            | Polònia       |
| Riga         | Orde Teutònic               | Letònia       |
| Tallin/Reval | Orde Teutònic               | Estònia       |
| Estocolm     | Unión Kalmar                | Suècia        |
| Visby        | Unión Kalmar                | Suècia        |
| Malmö        | Unión Kalmar                | Suècia        |
| Bergen       | Unión Kalmar                | Noruega       |
| Oslo         | Unión Kalmar                | Noruega       |
| Aalborg      | Unión Kalmar                | Dinamarca     |
| Ripen        | Unión Kalmar                | Dinamarca     |
| Ladoga       | República de Nóvgorod       | Rússia        |
| Nóvgorod     | República de Nóvgorod       | Rússia        |

#### Ciutats emergents
Aquestes ciutats són les que es poden fundar en el mapa de campanya. També es poden afegir des d'un començament amb l'editor de mapes.
| Ciutat      | País de l'època             | País actual   |
| ----------- | --------------------------- | ------------- |
| Newcastle   | Regne d'Anglaterra          | Regne Unit    |
| Boston      | Regne d'Anglaterra          | Regne Unit    |
| Haarlem     | Sacre Imperi Romanogermànic | Països Baixos |
| Harlingen   | Sacre Imperi Romanogermànic | Països Baixos |
| Rugenwald   | Sacre Imperi Romanogermànic | Polònia       |
| Kaliningrad | Orde Teutònic               | Rússia        |
| Memel       | Orde Teutònic               | Lituània      |
| Windau      | Orde Teutònic               | Letònia       |
| Pernau      | Orde Teutònic               | Estònia       |
| Hèlsinki    | Unió Kalmar                 | Finlàndia     |
| Ahus        | Unió Kalmar                 | Suècia        |
| Göteborg    | Unió Kalmar                 | Suècia        |
| Tønsberg    | Unió Kalmar                 | Noruega       |
| Stavanger   | Unió Kalmar                 | Noruega       |
| Næstved     | Unió Kalmar                 | Dinamarca     |
| Flensburg   | Unió Kalmar                 | Alemanya      |

#### Ciutats de les expedicions
Aquestes són les ciutats que es poden descobrir mitjançant expedicions:
| Ciutat      | País de l'època      | País actual |
| ----------- | -------------------- | ----------- |
| Santander   | Corona de Castella   | Espanya     |
| Vigo        | Corona de Castella   | Espanya     |
| Cadis       | Corona de Castella   | Espanya     |
| Barcelona   | Corona d'Aragó       | Catalunya   |
| València    | Corona d'Aragó       | Espanya     |
| Càller      | Corona d'Aragó       | Itàlia      |
| Oporto      | Regne de Portugal    | Portugal    |
| Lisboa      | Regne de Portugal    | Portugal    |
| Bordeus     | Ducat d'Aquitània    | França      |
| Marsella    | Regne de França      | França      |
| Niça        | Comtat de Savoia     | França      |
| Gènova      | República de Gènova  | Itàlia      |
| Pisa        | República de Pisa    | Itàlia      |
| Roma        | Estats Pontificis    | Itàlia      |
| Nàpols      | Regne de Nàpols      | Itàlia      |
| Cosenza     | Regne de Nàpols      | Itàlia      |
| Palerm      | Regne de Sicília     | Itàlia      |
| Siracusa    | Regne de Sicília     | Itàlia      |
| Corfú       | Regne de Sicília     | Grècia      |
| Atenes      | Imperi Romà d'Orient | Grècia      |
| Tessalònica | Imperi Romà d'Orient | Grècia      |
| Podgorica   | Imperi Romà d'Orient | Montenegro  |
| Esmirna     | Imperi Romà d'Orient | Turquia     |
| Khanià      | República de Venècia | Grècia      |
| Alger       | Imperi Almohade      | Algèria     |
| Tunísia     | Imperi Almohade      | Tunísia     |
| Tobruk      | Imperi Almohade      | Líbia       |
| Alexandria  | Imperi Otomà         | Egipte      |
| Beirut      | Imperi Otomà         | Líban       |

### La ciutat
Al començament de la partida sempre el punt de trobada serà la ciutat natal (la del mercader) on es tindrà el centre de les operacions comercials i els vaixells. Durant el transcurs del joc, la ciutat creix i s'enfronta amb pestes i sequeres. La gent és bona indicadora de la fama del jugador. Per augmentar la reputació dins la ciutat cal que es faci el que els ciutadans demanin, organitzar festes o donar diners a la catedral per a l'ampliació.